# کفران
کفران، مرکز بخش رودشت و روستایی از توابع این بخش در شهرستان ورزنه استان اصفهان ایران است.
این روستا در ۱۷ کیلومتری شهر ورزنه واقع شده است.

## جمعیت
این روستا در دهستان رودشت شرقی قرار دارد و براساس سرشماری عمومی نفوس و مسکن در سال ۱۳۹۵، جمعیت آن برابر با ۲٬۶۷۹ نفر (۸۸۷ خانوار) بوده است.

## وجه تسمیه
کَفران (به فتح کاف)، بر وزن دَرمان، به معنای سرزمینی گود و پایین‌تر از نواحی اطراف است.

## پیشینه تاریخی
شهر کفران در کنار یک تپه باستانی به نام کهن‌ده بنا شده است که در زبان محلی کپنده نامیده می‌شود. باقی‌مانده ظروف سفالی به وفور در جای جای این تپه باستانی دیده می‌شود. نخستین بررسی‌ها در این تپه باستانی نشان می‌دهد که تپه کپنده (کهن‌ده) متعلق به دوره آغاز شهرنشینی در فلات ایران است.
کاوش‌های باستان‌شناسی در تپه کپنده که در فاصله ۸۵ کیلومتری شهر اصفهان قرار دارد منجر به کشف سه اسکلت متعلق به انسان‌های پیش از تاریخ شده است. یافته‌های باستان‌شناسی از این تپه پیش از تاریخ شامل سه گور متعلق به دو مرد و یک زن می‌شود که به صورت درون‌مسکونی و زیر خانه محل زندگی شان دفن شده‌اند. تدفین‌ها به صورت طاق باز بوده و همراه اسکلت‌ها ظروف سفالی و یک آویز و دستبند مفرغی نیز کشف شده است. نخستین اسکلت در این تپه متعلق به یک مرد است که به صورت جنینی زیر یک اجاق خوراک پزی در حالی که آویز مفرغی نیز بر گردن وی بوده کشف شده است. یکی دیگر از اسکلت‌های کشف شده متعلق به مردی است که در کنار کوره سفال‌گری خود دفن شده است. شواهد باستان‌شناسی و بقایای خاکستر نشان می‌دهد که کوره وی پس از مرگ نیز به کار خود ادامه داده است. بر اساس شواهد باستان شناسیبه دست آمده، اقوام ساکن در این تپه از اواخر هزاه چهارم و اوایل هزاره سوم پیش از میلاد در این منطقه زندگی می‌کرده‌اند.
از جمله مهم‌ترین یافته‌های باستان‌شناسی در تپه پیش از تاریخی کپنده، کشف مقادیر قابل توجهی ژتون است که در دوران پیش از تاریخ برای تجارت مورد استفاده قرار می‌گرفته است. باستان شناسان گمان می‌کنند اقوام ساکن در این تپه حدود ۶ هزار سال پیش با نقاط دیگر هم جوار خود در تجارت و داد و ستد بوده‌اند. شواهد نشان می‌دهد مکان استقرار به دست آمده متعلق به بناهای خشتی با خشت‌های قالب گرفته شده است.
باستان شناسان در تلاشند تا ارتباط ساکنان این تپه باستانی را با دیگر تپه‌های هم دوره شناسایی کنند در حال حاضر سطح این تپه به منظور ساخت زمین فوتبال تسطیح شده و باستان شناسان روی این تپه تاریخی به رغم برهم خوردن لایه‌های تاریخی، شواهدی از عصر آهن پیدا کرده‌اند.

## اماکن تاریخی

### باغ سرهنگ
در نزدیکی تپه باستانی کهن‌ده یا کپنده، باقی‌مانده‌های یک ارگ حکومتی با نام باغ سرهنگ وجود دارد که ساخت آن مربوط به اواخر دوره قاجار است. این بنا درواقع دارالحکومه حسینعلی خان ینگ‌آبادی معروف به سرهنگ بوده است که حاکم وقت روستای کفران و روستاهای اطراف از جمله روستای طهمورثات بوده است.

## وقایع تاریخی مهم

### حمله دزدان یاغی به رودشتین
از جمله وقایع تاریخی مربوط به دوره فرمانداری حسینعلی خان ینگ‌آبادی در کفران، حمله دزدان یاغی در سال ۱۲۹۷ هجری شمسی (۱۹۱۸ میلادی مطابق با سال پایانی جنگ جهانی اول) به سرکردگی جعفرقلی چرمهینی، رضا جوزدانی، علینقی‌چی و شجاع همایون دهکردی به روستاهای رودشت از جمله کفران است.
در تصویری که از این واقعه به جای مانده است، یاغی معروف علینقی‌چی در غل و زنجیر توسط حسینعلی‌خان سرهنگ اسیر شده است.

## مردم

### جمعیت
بر پایه سرشماری عمومی نفوس و مسکن در سال ۱۳۹۵ جمعیت این روستا ۲۶۷۹ نفر (۸۸۷خانوار) بوده است.

### زبان
زبان مردم کفران از شاخه‌های زبان‌های ایران باستان یا پهلوی است و در زبان عامه به زبان ولایتی کِی‌رونی معروف است. برخی از واژه‌های این زبان و معادل فارسی آن عبارتند از:
- دختر = دتی

اَخی = مرد
- ژن = زن
- شوهر = میره
- پسر = پُره
- بابابزرگ = بابیلی
- مامان‌بزرگ = مامبیلی
- مرغ = کرک
- خربزه = کمزه
- آبگوشت = اُگوشت
- دیوار = دزار
- آتش = تش
- کشمش = کژمژ
- پنیر = پینیر
- گربه = میلی
- سگ = کوواِه
- روباه = لوبا
- خرما = اُرما
- بیا بریم =بور تا بیشیم
- آب = اُو
- گلو = نا
- کبوتر: کوفتر

#### برخی ضرب‌المثل‌های کفرانی و معادل فارسی آن
- زوری گو دِر نات نه دِر پات نه (زوری که به گلویت وارد می‌کنی به پایت وارد کن - دو صد گفته چو نیم کردار نیست).
- گوژی گاوا شواِه دُتی مأوا شواِه (گوساله به گاو میره دختر به مادرش - تره به تخمش میره حسنی (ابولی) به باباش)
- کواِه تا پا دووم دمُش نَنِه واقی نکرواِه (سگ را تا پا بر دمش نگذاری پارس نمی‌کند).
- لِته یا شالاردونه آروه یا کالاردونه (زمین یا شاهدانه می‌آورد یا گیاه کوشه)

## رجال و بزرگان برجسته

### میرزا نورالله کفرانی (ضیا اصفهانی)
میرزا نورالله اهل کفران رویدشت (رودشت) شاعر و از کُتِاب دفتر دیوان در دربار شاه عباس اول (ماضی) و شاه صفی صفوی بوده است.
میرزا نورالله در سال ۱۰۵۲ هجری قمری فوت کرد و در گورستان تخت پولاد اصفهان در قسمت تکیه فاضل هندی به خاک سپرده شد. آرامگاه وی دارای سنگ قبر بسیار گران‌بهایی بوده است که تا قبل از آذر ماه سال ۱۳۳۳ هجری شمسی پیدا و نمودار بود ولی بر اثر بارندگی شدید آذر ماه سال ۱۳۳۳ هجری شمسی که منجر به ایجاد سیل و تخریب و ویرانی تخت پولاد شد، قبر و سنگ قبر نفیس میرزا نورالله هم مفقود گردید.
او به اعتبار سابقه خانوادگی مورد عنایت شاه عباس صفوی قرار گرفته و ابتدا اوراجه نویس آذربایجان شد. در سال ۱۰۲۹ق پس از فوت میرزا قوام الدّین محمّد کفرانی، به جای او منصب مستوفی الممالکی را برعهده گرفت و در زمان شاه صفی نیز این منصب را حفظ کرد.[۱]
وی از میرزا سعید مستوفی دل خوشی نداشته و این شعر را جهت او سروده است:
صبا به خدمت مستوفی الممالک دهر اگر رسی ز مَنَش هیچ دردسر مرسان/
ور او کند گله از من به حقّ نکهت گل که هرچه بشنوی از وی مرا خبر مرسان/
مگو چرا ز تو نفعی نمی‌رسد به ضیا که من گذشته‌ام از نفع گو ضرر مرسان/
همین بس است که گویی ز خیر و شر با او مرا به خیر تو امید نیست شر مرسان[۲]
میرزا نورالله کفرانی معروف به ضیاء اصفهانی، معاصر شاه عباس ماضی و از کُتّاب دیوان بوده است. هدایت در مجمع الفصحا گوید: اسمش میرزا نوراللَّه از قریهٔ کفران رودشتین من بلوکات تسعهٔ اصفهان، ازجملهٔ اکابر آن دیار و در عهد شاه عباس ماضی از کُتّاب دفتر دیوان بوده، طبع خوشی داشته است و به اکثر کمالات موصوف. از اوست:
صبا بخدمت مستوفی الممالک عهد اگر رسی ز منش هیچ دردسر مرسان/
ور او کند گله از من به خاکپای بتان که هرچه بشنوی از وی بمن خبر مرسان/
مگو چرا ز تو نفعی نمی‌رسد به ضیا که من گذشته‌ام از نفع گو ضرر مرسان/
همین بس است که گوئی ز خیر و شر با او مرا بخیر تو امّید نیست شر مرسان
و شعری دیگر از او:
داورا ایران مدارا قبله گاهی صاحبا
ای غبار آستانت سرمهٔ چشم ترم
کار من از دست رفت و غافلی از کار من
از ضرورت چند حرفی بر زبان می‌آورم
نخل طورم لیک خشک از قحط سال مردمی
طوبی باغ بهشتم لیک بی بارو برم
مکنتی می‌خواستم در خورد همت ای دریغ
رستم بی گرز و تیغم جبرئیل بی پرم
نه فلک بر در گهت دارند هریک خدمتی
من که اینجا هرزه گردم از کدامین کمترم
لطف کردی منصبی دادی و ممنونم ولی
دم به دم در کار بی گار خود حیران ترم
نفع نه، مرسوم نه، عزت نه و استقلال نه
مجملاً شرمنهٔ کلک و دوات و دفتر
از پریشانی غلام و نوکر از من شد نفود
نیست کس کز قطره آبی گلو سازد ترم
بس که وجه جیره و مرسوم بر من جمع شد
چون شتر در زیر بار ساربان و مهترم
چون ندارم هیچ چیز از چاپلوسی چاره نیست
ساربانم را غلامم، مهترم را کمترم
بیش از مپسند بی سامان و سرگردان مرا
رخصتی گر هرزه کارم شفقتی گر نو کرم
خط آزادی اگر نیم در بندگی
سر خط مرسوم اگر بهر غلامی در خورم
قصه کوته طاقت محنت ندارم بیش از این
رخصتم ده گر نخواهد داد چیز دیگ

## مراسم‌ها و آیین

### پنجی
پنجی به آیین باستانی مردم کفران در روز پنجم بهار و ماه فروردین گفته می‌شود که بر اساس آن مردم روستا برای بزرگداشت بهار و سبزی و رویش دوباره به طبیعت و مزارع و تفرجگاه‌های اطراف روستا رفته و به شادی و سرور می‌پردازند و از غذاها و خوراکی‌های ویژه ایام نوروز تناول می‌کنند.

### شبیه‌خوانی یا تعزیه‌خوانی
از روزگاران قدیم سنت شبیه‌خوانی یا تعزیه‌خوانی (شِبیه در زبان محلی) در این روستا برگزار می‌شده است. این مراسم مذهبی بیشتر توسط مردان روستا اجرا می‌شود. در این مراسم، مردان نقش شخصیت‌های واقعه کربلا را بر عهده دارند و از روی متن‌های قدیمی به نام «نسخه» نقش خود را اجرا می‌کنند. از جمله شخصیت‌های معروف شبیه‌خوانی در این روستا می‌توان از مرحوم حاج عبدالله قدیری نام برد که سال‌های طولانی نقش شمر ابن ذی‌الحوشن را در این مراسم برعهده داشت.
علاوه بر این، مراسم دیگری نیز به نام «زار» در ایام دهه اول محرم برگزار می‌شده است که در آن عزاداران مرد و زن با لباس سیاه و با حمل علم و کتل و نخل (حجله آراسته شده با پارچه‌های سبز و سیاه که نماد حمل پیکر امام سوم شیعیان است و به نخل‌گردانی معروف می‌باشد)، در کوچه‌های روستا عزاداری می‌کردند.